# Хайси-Монголо-Тибетский автономный округ
Хайси-Монгольско-Тибетский автономный округ (кит. упр. 海西蒙古族藏族自治州, пиньинь Hǎixī Měnggǔzú Zàngzú Zìzhìzhōu, монг. Qayisi-yin Mongɣol Töbed ündüsüten-ü öbertegen zasaqu jvu, тиб. མཚོ་ནུབ་སོག་རིགས་ཆ་བོད་རིགས་རང་སྐྱོང་ཁུལ་, Вайли: Mtsho-nub Sog-rigs dang Bod-rigs rang-skyong-khul, тиб. пиньинь: Conub Sogrig Poirig Ranggyong Kü) — автономный округ в провинции Цинхай, Китай. Название «Хайси» означает «к западу от озера Кукунор».

## География

### Флора и фауна
На территории национального парка водно-болотных угодий «Алаг-Нур» обитают черношейные журавли.

## История
26 сентября 1952 года был образован Дулан-Монголо-Тибетско-Казахский автономный район (都兰蒙藏哈萨克族自治区) уездного уровня. 25 января 1954 года он был преобразован в Хайси-Монголо-Тибетско-Казахский автономный район (海西蒙藏哈萨克族自治区) окружного уровня, в состав которого вошли Дулан-Монгольский автономный район (都兰蒙古族自治区) уездного уровня, Тяньцзюнь-Тибетский автономный район (天峻藏族自治区) уездного уровня, и Ардуньцюйкэ-Казахский автономный район (Алтыншоқы қазақ аутономиялы ауданы, 阿尔顿曲克哈萨克族自治区) районного уровня. 12 декабря 1955 года Хайси-Монголо-Тибетско-Казахский автономный район был переименован в Хайси-Монголо-Тибетско-Казахский автономный округ (海西蒙藏哈萨克族自治州), при этом Дулан-Монгольский автономный район был преобразован в уезд Дулан, а Тяньцзюнь-Тибетский автономный район — в уезд Тяньцзюнь. В 1958 году из уезда Дулан был выделен уезд Дэлинха, а в 1959 году — уезд Улан. В 1960 году решением Госсовета КНР на основе Голмудского рабочего комитета был создан город Голмуд.
В 1962 году уезд Дэлинха был присоединён к уезду Улан.
26 августа 1963 года  китайское написание названия Хайси-Монголо-Тибетско-Казахского автономного округа было изменено с 海西蒙藏哈萨克族自治州 на 海西蒙古族藏族哈萨克族自治州. 
В 1965 году город Голмуд был расформирован, и был образован уезд Голмуд (格尔木县). В 1980 году он был преобразован в городской уезд.
В 1984 году был образован Административный комитет Маннай (茫崖行委).
21 мая 1985 года в связи с тем, что казахи из Ардуньцюйкэ-Казахского автономного района переселились в Синьцзян, слово «казахский» из названия округа было убрано (Ардуньцюйкэ-Казахский автономный район был при этом расформирован), и он получил современное название.
В 1988 году был образован городской уезд Дэлинха.
В 1992 году был образован Административный комитет Лэнху (冷湖行委).
22 февраля 2018 года административные комитеты Маннай и Лэнху были объединены в городской уезд Маннай.

## Административно-территориальное деление
Хайси-Монголо-Тибетский автономный округ делится на 3 городских уезда, 3 уезда и 1 административный комитет:
| Карта                                                           | Карта                    | Карта     | Карта        | Карта                 | Карта                                    | Карта                          | Карта                                           | Карта              | Карта         | Карта            |
| --------------------------------------------------------------- | ------------------------ | --------- | ------------ | --------------------- | ---------------------------------------- | ------------------------------ | ----------------------------------------------- | ------------------ | ------------- | ---------------- |
| Голмуд Дэлинха Маннай Улан Дулан Тяньцзюнь Их-Цайдам （Голмуд） |                          |           |              |                       |                                          |                                |                                                 |                    |               |                  |
| №                                                               | Статус                   | Название  | Иероглифы    | Пиньинь               | Монгольский язык                         | Тибетский язык                 | Вайли                                           | Тибетский пиньинь  | Площадь (км²) | Население (2010) |
| 1                                                               | Городской уезд           | Дэлинха   | 德令哈市     | Délìnghā shì          | ᠳᠡᠯᠡᠬᠡᠢ ᠬᠣᠲᠠ                             | གཏེར་ལེན་ཁ་གྲོང་ཁྱེར།                | gter len kha grong khyer                        | Dêrlênka Chongkyir | 27613         | 70 000           |
| 2                                                               | Городской уезд           | Голмуд    | 格尔木市     | Gé'ěrmù shì           | ᠭᠣᠣᠯᠮᠣᠳ ᠬᠣᠲᠠ                             | ན་གོར་མོ་གྲོང་ཁྱེར།                  | na gor mo grong khyer                           | Nakormo Chongkyir  | 27613         | 120 000          |
| 3                                                               | Городской уезд           | Маннай    | 茫崖市       | Mángyá shì            | ᠮᠠᠨᠭᠨᠠᠢ                                  | མང་ནེགྲོང་ཁྱེར།                     | mang ne grong khyer                             |                    | 32 000        | 29 000           |
| 4                                                               | Уезд                     | Улан      | 乌兰县       | Wūlán xiàn            | ᠤᠯᠠᠭᠠᠨ ᠰᠢᠶᠠᠨ                             | ཝུའུ་ལན་རྫོང་                      | wu’u lan rdzong                                 | Wu’ulain Zong      | 10784         | 100 000          |
| 5                                                               | Уезд                     | Дулан     | 都兰县       | Dūlán xiàn            | ᠳᠤᠯᠠᠭᠠᠨ ᠰᠢᠶᠠᠨ                            | ཏུའུ་ལན་རྫོང་                      | tu’u lan rdzong                                 | Tu’ulain Zong      | 48392         | 76 000           |
| 6                                                               | Уезд                     | Тяньцзюнь | 天峻县       | Tiānjùn xiàn          | ᠲᠢᠶᠡᠨ ᠵᠢᠶᠦ᠋ᠨ ᠰᠢᠶᠠᠨ                        | ཐེན་ཅུན་རྫོང་                      | then cun rdzong                                 | Têncün Zong        | 25700         | 20 000           |
| 7                                                               | Административный комитет | Их-Цайдам | 大柴旦行政区 | Dàcháidàn xíngzhèngqū | ᠶᠡᠬᠡ ᠴᠠᠢᠢᠳᠠᠮ ᠤᠨ ᠵᠠᠰᠠᠭ ᠵᠠᠬᠢᠷᠠᠭᠠᠨ ᠦ ᠵᠥᠪᠯᠡᠯ | ཚྭ་འདམ་ཆེ་བའི་སྲིད་འཛིན་ཨུ་ཡོན་ལྷན་ཁང་། | tshwa 'dam che ba’i srid 'dzin u yon lhan khang |                    | 34 000        | 13 000           |

Юго-западный эксклав округа, отделённый от остальной его территории Юйшу-Тибетским автономным округом, административно составляет посёлок Тангулашань, входящий в состав городского уезда Голмуд. Эта высокогорная территория малонаселена (1286 человек прописано по состоянию на 2006; фактическое население оценивается примерно в 1900 человек).

## Население

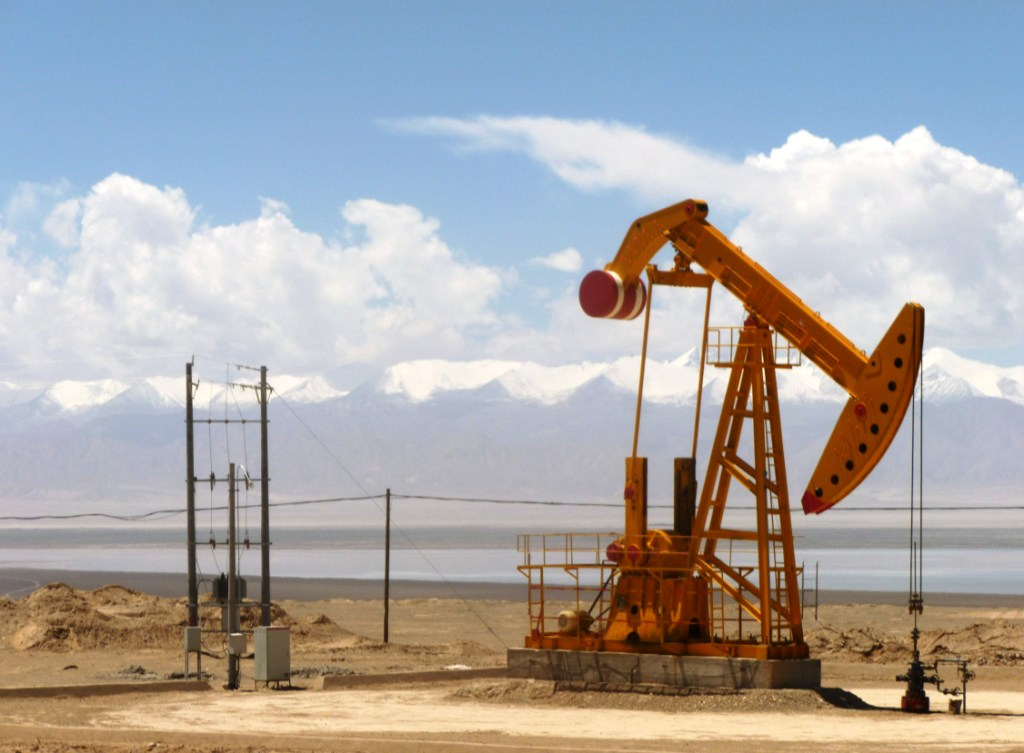
Нефтепромыслы в Цайдаме

Согласно переписи населения 2000 года, в округе проживало 332,1 тыс. человек.

### Национальный состав (2000)
| Народ     | Численность | Доля    |
| --------- | ----------- | ------- |
| Китайцы   | 215 706     | 64,95 % |
| Тибетцы   | 40 371      | 12,16 % |
| Хуэйцы    | 39 644      | 11,94 % |
| Монголы   | 24 020      | 7,23 %  |
| Ту        | 5 792       | 1,74 %  |
| Салары    | 3 569       | 1,07 %  |
| Дунсян    | 1 026       | 0,31 %  |
| Маньчжуры | 544         | 0,16 %  |
| Туцзя     | 422         | 0,13 %  |
| Казахи    | 380         | 0,11 %  |
| Прочие    | 620         | 0,2 %   |

## Наука
Район Лэнху уезда Маннай является крупнейшим в стране центром астрономических наблюдений. 

## Достопримечательности

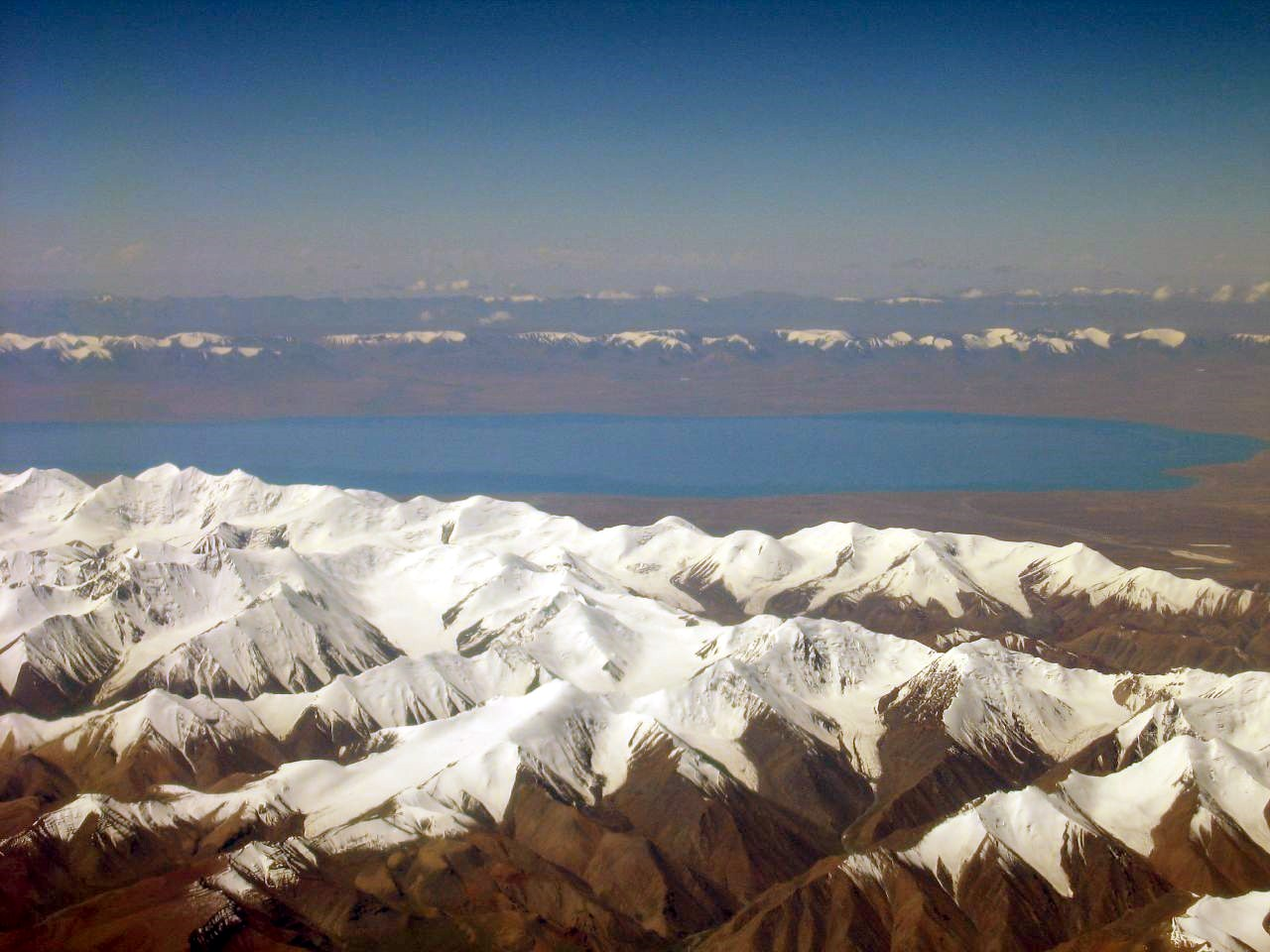
Озеро Хала

Важными туристическими достопримечательностями округа являются Цайдамская котловина, оазис Сянжидэ, озеро Алак-нор и «красная» река Улан-Усу.
На горе Байгун, примерно в 40 км к юго-западу от города Дэлинха в 1996 году были обнаружены якобы доисторические металлические трубы, названные Байгунские трубы. Место обнаружения использовано властями как центр туристического притяжения.